# Karlo Sentić
Karlo Sentić (Ragusa, 3 giugno 2001) è un calciatore croato, portiere del Diósgyőr.

## Carriera

### Club

#### Gli inizi
Cresciuto nelle giovanili dell'Hajduk Spalato, il 23 aprile 2019 fa il suo debutto per l'Hajduk Spalato II nel match di 2.HNL vinto contro il Međimurje (2-1). Il 26 febbraio 2020 estende il suo contratto con i Bili fino al 2024 per poi, il 30 marzo 2021, rinnovarlo fino al 2026.
Il 10 luglio dello stesso anno passa in prestito al Varaždin, club militante nel campionato cadetto croato. Conclude la stagione in prestito al Varaždin con la vittoria della 2.HNL, competizione in cui mette a referto 25 presenze.
Di ritorni dal prestito, il 30 luglio 2022 fa il suo debutto per i Majstori s mora nel match di campionato vinto proprio in casa del Varaždin (0-2).
Il 12 ottobre seguente debuutta in Coppa di Croazia disputando il sedicesimo di finale vinto contro il Tehničar Cvetkovec (1-5), competizione che si aggiudicherà proprio al termine della stagione.

#### L'esperienza all'estero
Il 15 giugno 2023 si trasferisce in prestito annuale tra le file del Diósgyőr. Il 29 luglio fa il suo debutto per il club ungherese, parte da titolare nel match di campionato perso 0-1 contro il Puskás Akadémia.
Terminato il prestito nel Diósgyőr, il 2 febbraio 2024 si accasa in prestito annuale all'Ordabasy.
Il 15 luglio seguente fa il suo ritorno tra le file del Diósgyőr, dove si trasferisce a titolo definitivo.

### Nazionale
Il 17 novembre 2022 fa il suo debutto con la Croazia under 21, parte da titolare nell'amichevole vinta 3-1 contro la Polonia under 21.

## Statistiche

### Cronologia presenze e reti in nazionale
| Cronologia completa delle presenze e delle reti in nazionale ― Austria under 21 | Cronologia completa delle presenze e delle reti in nazionale ― Austria under 21 | Cronologia completa delle presenze e delle reti in nazionale ― Austria under 21 | Cronologia completa delle presenze e delle reti in nazionale ― Austria under 21 | Cronologia completa delle presenze e delle reti in nazionale ― Austria under 21 | Cronologia completa delle presenze e delle reti in nazionale ― Austria under 21 | Cronologia completa delle presenze e delle reti in nazionale ― Austria under 21 | Cronologia completa delle presenze e delle reti in nazionale ― Austria under 21 |
| Data                                                                            | Città                                                                           | In casa                                                                         | Risultato                                                                       | Ospiti                                                                          | Competizione                                                                    | Reti                                                                            | Note                                                                            |
| ------------------------------------------------------------------------------- | ------------------------------------------------------------------------------- | ------------------------------------------------------------------------------- | ------------------------------------------------------------------------------- | ------------------------------------------------------------------------------- | ------------------------------------------------------------------------------- | ------------------------------------------------------------------------------- | ------------------------------------------------------------------------------- |
| 17-11-2022                                                                      | Pola                                                                            | Croazia under 21                                                                | 3 – 1                                                                           | Polonia under 21                                                                | Amichevole                                                                      | -1                                                                              |                                                                                 |
| Totale                                                                          |                                                                                 | Presenze                                                                        | 1                                                                               |                                                                                 | Reti                                                                            | -1                                                                              |                                                                                 |

| Cronologia completa delle presenze e delle reti in nazionale ― Croazia under 20 | Cronologia completa delle presenze e delle reti in nazionale ― Croazia under 20 | Cronologia completa delle presenze e delle reti in nazionale ― Croazia under 20 | Cronologia completa delle presenze e delle reti in nazionale ― Croazia under 20 | Cronologia completa delle presenze e delle reti in nazionale ― Croazia under 20 | Cronologia completa delle presenze e delle reti in nazionale ― Croazia under 20 | Cronologia completa delle presenze e delle reti in nazionale ― Croazia under 20 | Cronologia completa delle presenze e delle reti in nazionale ― Croazia under 20 |
| Data                                                                            | Città                                                                           | In casa                                                                         | Risultato                                                                       | Ospiti                                                                          | Competizione                                                                    | Reti                                                                            | Note                                                                            |
| ------------------------------------------------------------------------------- | ------------------------------------------------------------------------------- | ------------------------------------------------------------------------------- | ------------------------------------------------------------------------------- | ------------------------------------------------------------------------------- | ------------------------------------------------------------------------------- | ------------------------------------------------------------------------------- | ------------------------------------------------------------------------------- |
| 4-6-2021                                                                        | Velika Gorica                                                                   | Croazia under 20                                                                | 1 – 0                                                                           | Qatar under 20                                                                  | Amichevole                                                                      | -                                                                               | 71’                                                                             |
| 23-3-2022                                                                       | Dubai                                                                           | Giappone under 20                                                               | 1 – 0                                                                           | Croazia under 20                                                                | Amichevole                                                                      | -1                                                                              |                                                                                 |
| 26-3-2022                                                                       | Dubai                                                                           | Vietnam under 20                                                                | 0 – 1                                                                           | Croazia under 20                                                                | Amichevole                                                                      | -                                                                               | 46’                                                                             |
| 29-3-2022                                                                       | Dubai                                                                           | Qatar under 20                                                                  | 2 – 2                                                                           | Croazia under 20                                                                | Amichevole                                                                      | -2                                                                              | 46’                                                                             |
| Totale                                                                          |                                                                                 | Presenze                                                                        | 4                                                                               |                                                                                 | Reti                                                                            | -3                                                                              |                                                                                 |

| Cronologia completa delle presenze e delle reti in nazionale ― Croazia under 19 | Cronologia completa delle presenze e delle reti in nazionale ― Croazia under 19 | Cronologia completa delle presenze e delle reti in nazionale ― Croazia under 19 | Cronologia completa delle presenze e delle reti in nazionale ― Croazia under 19 | Cronologia completa delle presenze e delle reti in nazionale ― Croazia under 19 | Cronologia completa delle presenze e delle reti in nazionale ― Croazia under 19 | Cronologia completa delle presenze e delle reti in nazionale ― Croazia under 19 | Cronologia completa delle presenze e delle reti in nazionale ― Croazia under 19 |
| Data                                                                            | Città                                                                           | In casa                                                                         | Risultato                                                                       | Ospiti                                                                          | Competizione                                                                    | Reti                                                                            | Note                                                                            |
| ------------------------------------------------------------------------------- | ------------------------------------------------------------------------------- | ------------------------------------------------------------------------------- | ------------------------------------------------------------------------------- | ------------------------------------------------------------------------------- | ------------------------------------------------------------------------------- | ------------------------------------------------------------------------------- | ------------------------------------------------------------------------------- |
| 9-9-2019                                                                        | Krapina                                                                         | Croazia under 19                                                                | 3 – 4                                                                           | Slovenia under 19                                                               | Amichevole                                                                      | -4                                                                              | 77’                                                                             |
| 18-2-2020                                                                       | Medolino                                                                        | Croazia under 19                                                                | 4 – 0                                                                           | Austria under 19                                                                | Amichevole                                                                      | -                                                                               | cap.                                                                            |
| 2-9-2020                                                                        | Sveti Martin na Muri                                                            | Croazia under 19                                                                | 3 – 2                                                                           | Bulgaria under 19                                                               | Amichevole                                                                      | -2                                                                              |                                                                                 |
| 8-10-2020                                                                       | Krapina                                                                         | Croazia under 19                                                                | 3 – 3                                                                           | Slovenia under 19                                                               | Amichevole                                                                      | -3                                                                              | 46’                                                                             |
| Totale                                                                          |                                                                                 | Presenze                                                                        | 4                                                                               |                                                                                 | Reti                                                                            | -9                                                                              |                                                                                 |

## Palmarès

### Club

#### Competizioni nazionali
- Druga hrvatska nogometna liga: 1

Varaždin: 2021-2022
- Coppa di Croazia: 1

Hajduk Spalato: 2022-2023